# Équipe de Belgique féminine de hockey en salle
Maillots
L'équipe de Belgique de hockey en salle féminin est la sélection des meilleures joueuses belges de hockey en salle.
Après plus de 15 ans d'interruption, le comité salle sous l'impulsion de son président René Dautel, a décidé d’inscrire une sélection féminine, lors de l'Euro qui s'est déroulé du 20 au 22 janvier 2012 à Gondomar (Portugal). Quentin Noël a pris en charge la sélection et est assisté de Xavier Santolaria. Dominique "Mamy Dom" Maertens gère la logistique de l'équipe.

## Histoire

### 2012: Le Championnat d'Europe III
L'équipe belge a disputé un mini-championnat à 7 avec la Croatie, l’Italie, le Portugal, le Pays de Galles, la Suède et la Turquie. Avec 6 victoires en autant de matchs, la Belgique a été promue en Championnat d'Europe II en 2014.
À la suite de sa victoire en championnat d'Europe III en 2012, la Belgique pointe désormais au 15e rang européen.

### 2014: Le Championnat d'Europe II
À la suite de sa victoire en 2012, l'équipe belge disputait le Championnat d'Europe II à Šiauliai (Lituanie), du 24 au 26 janvier 2014.
Les Belges commencent leur championnat par une victoire (1-4) face au pays hôte, la Lituanie. Lors du second match de poule, elles perdent 1-3 face au Pays de Galles. Au troisième et dernier match de poule, elles terminent sur un bon match nul (2-2) face à la Suisse, ce qui leur ouvre les portes du maintien en "Division B". Au second tour, elles affrontent les deux équipes favorites pour la montée en "A", l'Écosse et l'Ukraine. Avec une victoire et une défaite, les Belges s'offrent une très belle deuxième place, synonyme de promotion en "Division A" et de qualification  pour la prochaine Coupe du Monde. Une première pour la Belgique qui, en trois éditions, n'y avait jamais participé.

## Palmarès

### Parcours enCoupe du monde
| Phase finale | Phase finale  | Phase finale  | Phase finale  | Phase finale  | Phase finale  | Phase finale  | Phase finale  | Phase finale  |
| Année        | Stade         | Position      | J             | G             | N             | D             | BP            | BC            |
| ------------ | ------------- | ------------- | ------------- | ------------- | ------------- | ------------- | ------------- | ------------- |
| 2003         | Non qualifiée | Non qualifiée | Non qualifiée | Non qualifiée | Non qualifiée | Non qualifiée | Non qualifiée | Non qualifiée |
| 2007         | Non qualifiée | Non qualifiée | Non qualifiée | Non qualifiée | Non qualifiée | Non qualifiée | Non qualifiée | Non qualifiée |
| 2011         | Non qualifiée | Non qualifiée | Non qualifiée | Non qualifiée | Non qualifiée | Non qualifiée | Non qualifiée | Non qualifiée |
| 2015         | Qualifiée     |               |               |               |               |               |               |               |
| Total        | 1/4           |               | 0             | 0             | 0             | 0             | 0             | 0             |

### Parcours enChampionnat d'Europe
| - 1974 : 3e - 1977 : 3e - 2016 : |

### Parcours enChampionnat d'Europe II
| - 1996 : 4e - 2014 : 2e |

### Parcours enChampionnat d'Europe III
| - 2012 : Vainqueur |

## Sélectionneurs
Mise à jour le 27 janvier 2014.
| Sélectionneur | Période | Matchs | Gagnés | Nuls | Perdus | Gagnés % |
| ------------- | ------- | ------ | ------ | ---- | ------ | -------- |
| Quentin Noël  | 2011-   | 11     | 8      | 1    | 2      | 73.0     |

## Capitaines de l'équipe de Belgique
- Jessica Gucassoff 2011-2012 (6 fois)
- Elodie Truyens depuis 2013 (5 fois)

## Effectif actuel
Liste des joueuses appelées pour disputer l'EuroHockey Indoor Championships II 
Sélections et buts actualisés le 28 janvier 2014.
| N° | Pos | Nom               | Date de naissance | Sélections | Buts | Club                        |
| -- | --- | ----------------- | ----------------- | ---------- | ---- | --------------------------- |
| 1  | G   | Ruth Knops        | 2 décembre 1980   | 3          | 0    | Royal Racing Club Bruxelles |
| 20 | G   | Elodie Picard     | 8 septembre 1997  | 5          | 0    | Parc H.C.                   |
|    |     |                   |                   |            |      |                             |
| 1  | D   | Carole Block      | 3 février 1983    | 11         | 0    | Royal E. White Star H.C.    |
| 13 | D   | Stéphanie Dessart | 14 février 1975   | 5          | 0    | Parc H.C.                   |
| 7  | D   | Joy Jouret        | 15 mars 1983      | 5          | 0    | Royal E. White Star H.C.    |
| 19 | D   | Elodie Truyens    | 2 janvier 1991    | 5          | 0    | Royal E. White Star H.C.    |
|    |     |                   |                   |            |      |                             |
| 14 | A   | Céline Closset    | 26 avril 1987     | 11         | 10   | Royal E. White Star H.C.    |
| 8  | A   | Laurine Delforge  | 18 juillet 1990   | 11         | 2    | R. Antwerp H.C.             |
| 15 | A   | Ophélie Duquesne  | 14 juillet 1994   | 4          | 0    | Parc H.C.                   |
| 12 | A   | Perrine Motte     | 28 décembre 1993  | 9          | 7    | Royal E. White Star H.C.    |
| 4  | A   | Morgane Vouche    | 10 avril 1988     | 5          | 5    | Royal E. White Star H.C.    |
| 6  | A   | Caroline Wagemans | 13 novembre 1986  | 5          | 0    | Waterloo Ducks H.C.         |

## Records individuels
| #  | Joueurs             | Carrière  | Sélections | Buts |
| -- | ------------------- | --------- | ---------- | ---- |
| 1. | Carole Block        | 2011-     | 11         | 0    |
| 1. | Céline Closset      | 2011-     | 11         | 10   |
| 1. | Laurine Delforge    | 2011-     | 11         | 2    |
| 4. | Perrine Motte       | 2011-     | 9          | 7    |
| 5. | Jessica Gucassoff   | 2011-2012 | 6          | 1    |
| 5. | Chloé Massart       | 2011-2012 | 6          | 4    |
| 5. | Lauriane Stappaerts | 2011-2012 | 6          | 1    |
| 8. | Stéphanie Dessart   | 2012-     | 5          | 0    |
| 8. | Joy Jouret          | 2013-     | 5          | 0    |
| 8. | Elodie Picard       | 2013-     | 5          | 0    |
| 8. | Elodie Truyens      | 2013-     | 5          | 0    |
| 8. | Morgane Vouche      | 2013-     | 5          | 5    |
| 8. | Caroline Wagemans   | 2012-     | 5          | 0    |

| #  | Joueurs             | Carrière  | Buts | Sélections | Moyenne |
| -- | ------------------- | --------- | ---- | ---------- | ------- |
| 1. | Céline Closset      | 2011-     | 10   | 11         | 0.90    |
| 2. | Perrine Motte       | 2011-     | 7    | 9          | 0.77    |
| 3. | Morgane Vouche      | 2013-     | 5    | 5          | 1.00    |
| 4. | Chloé Massart       | 2011-2012 | 4    | 6          | 0.67    |
| 5. | Laurine Delforge    | 2011-     | 2    | 11         | 0.18    |
| 6. | Jessica Gucassoff   | 2011-2012 | 1    | 6          | 0.16    |
| 6. | Lauriane Stappaerts | 2011-2012 | 1    | 6          | 0.16    |